# Preston & Barbieri
Pour les articles homonymes, voir Preston et Barbieri.
Preston & Barbieri est une entreprise italienne de construction de manèges et d'attractions dont le siège se trouve en Émilie-Romagne, à Reggio d'Émilie, Via Cocchi 19. 

## Histoire
L'entreprise Preston, est établie en 1986 par une équipe des cadres supérieurs travaillant depuis 1965 dans le domaine de l'industrie du loisir. 
Barbieri est quant à elle plus ancienne puisque l'entreprise, à la base familiale, fut créée en 1954 par les frères Barbieri.